# Abate Pico della Mirandola
El Abate Pico della Mirandola, seudónimo de Alessandro Pico della Mirandola (Bolonia, 1705-Madrid, 1787), fue un noble y político italiano, último descendiente masculino de la familia Pico della Mirandola.
Vivió casi toda su vida en el exilio en Madrid, muy estimado por sus talentos; aunque no era sacerdote, siempre llevaba la sotana, llamándose Abate Pico.

## Biografía
Hijo natural legitimado de Giovanni Pico de la Mirandola, marqués de Quarantoli (a su vez hijo de Alessandro II Pico de la Mirandola), y de Isabella Caterina Barberas, fue bautizado en la Catedral de Bolonia el 21 de febrero de 1705. Tras la derrota en el asedio de la Mirándola en la primavera de 1705, la familia Pico, acusada de felonía, fue expulsada de Mirándola, que fue vendida a Cesare d'Este, duque de Módena. El emperador José le asignó una pensión de 25 doblas como pensión alimenticia junto con sus tíos Galeotto, María Isabel y María Celeste.
Después de graduarse en la Universidad de Siena tras seis años de estudios, el tío cardinal Lodovico Pico de la Mirandola le allanó el camino hacia la carrera eclesiástica, y el 20 de agosto de 1739 el papa Clemente XII emitió una bula que le dispensaba de la ilegitimidad, lo que le permitió ordenarse y acceder a los beneficios eclesiásticos; sin embargo, se limitó a seguir  de dispensa de la illegittimità, que le permitió de ordenarse y de tener acceso a los beneficios eclesiásticos; en cambio quedó sencillamente tonsurato, vistiendo la sotana y haciéndose llamar abate. Se trasladó entonces a España, siguiendo a su primo Francesco Maria II y a partir de entonces residió en la Corte real en Madrid durante el resto de su vida, donde desempeñó varios cargos y obtuvo diversos oficios y honores, entre ellos el Arcedianato de Córdoba, que le fue concedido el 25 de octubre de 1743.
El 3 de noviembre de 1744, fue designado sumiller de cortina del rey de España, con la misión de acompañar a la infanta María Teresa, junto con la duquesa de la Mirándola, a la frontera francesa.

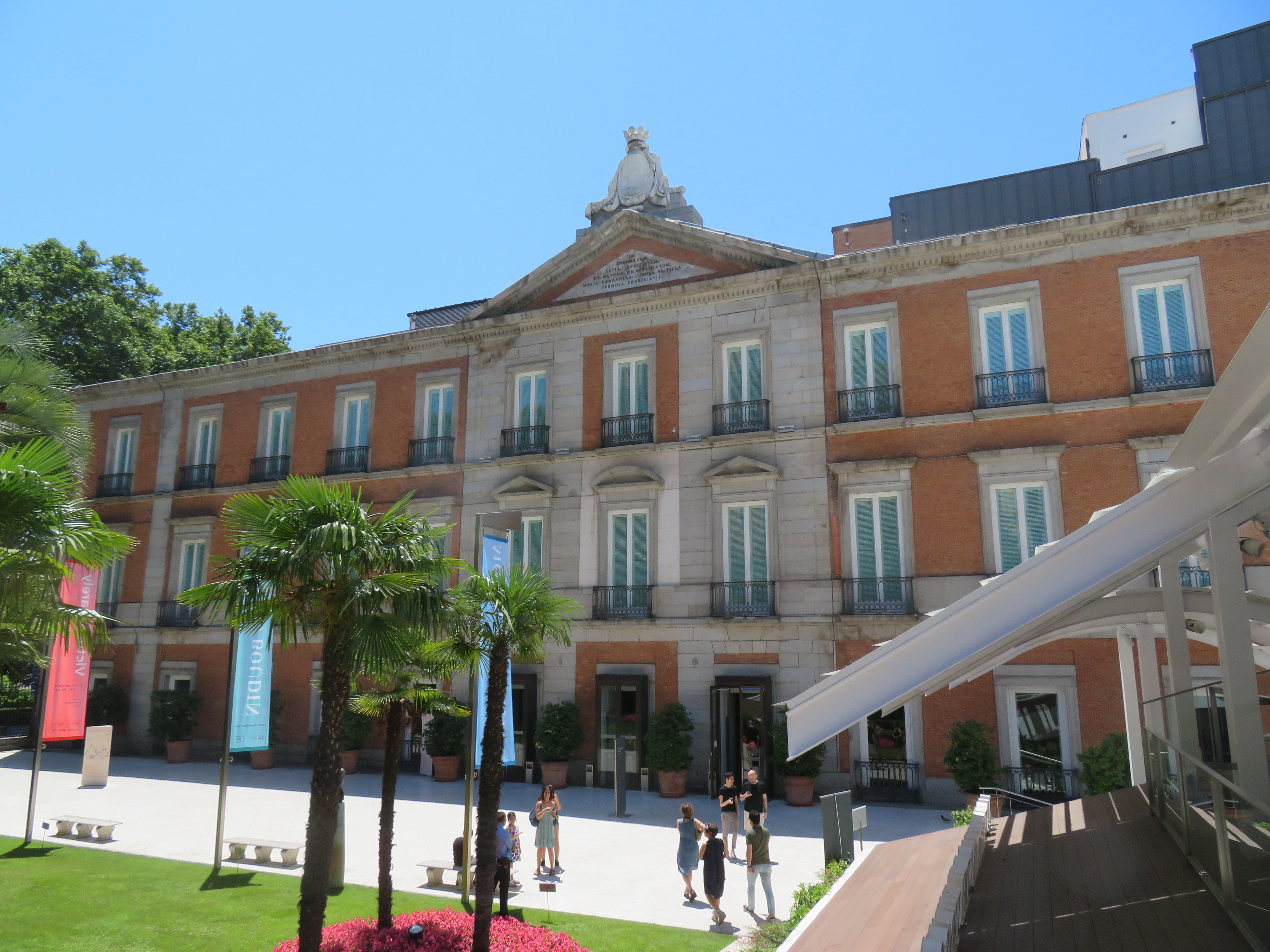
Palacio de Villahermosa, Madrid

En el 1748, siendo el último descendente masculino de la familia Pico de la Mirandola, se casó en secreto con Margarita Eleonora Pio de Savoia y Spinola (1720-1796), hija de Francesco Pio de Savoia y de Moura, príncipe de San Gregorio, duque de Nocera y marqués de Castel Rodrigo, y de Giovanna Spinola y La Cerda, de los duques del Sesto; del matrimonio no nacieron hijos. Los cónyuges encargaron al arquitecto Francisco Sánchez la construcción del palacio de Villahermosa (hoy sede del Museo Thyssen-Bornemisza), cuya fachada reflejaba la compleja personalidad del abate Pico, con una mezcla de elementos arquitectónicos italianos, franceses y españoles, una elegancia inusual para la Madrid de la época. El edificio fue vendido el 18 de octubre de 1771 a Juan Pablo de Aragón-Azlor, duque de Villahermosa por la suma de 2.220.544,11 reales.
En las cortas de rey Ferdinando VI de España, se distinguió como hombre de refinado gusto artístico, propietario de una colección de pinturas y dramaturgo. Su obra El vellocino de oro (traducido en español como El vellón de oro) fue representada por primera vez al palacio del Buen Retiro en el 1749 con música de Giovanni Battista Manzanas, y se recompensó con 13.000 reales, adicionalmente a una caja de oro decorado con brillantes y dos barriles de tabaco; la serenata Las Modas fue interpretada en el 1754, con música de Nicola Conforto, al Palacio Real de Aranjuez y se premió con un anillo adornado de un brillante redondo. Giacomo Casanova lo acordó en sus memorias como "dignísimo hombre de espíritu y venerable por edad", durante una visita en el 1768 a Madrid. Fue amigo íntimo del marqués Girolamo Grimaldi.
En el 1754 rey Ferdinando VI lo nombró ministro togado en el Consejo de Hacienda. El sucesor rey Carlos III lo confirmó vocal de la Sala de Única Contribución del Consejo de HaciendaHacienda (4 de julio de 1770) y lo nombró caballero pensionado de la Orden de Carlos III (28 de diciembre de 1772). Fue gerente espiritual de la iglesia-hospital de Madrid, para la cual contrastó las injerencias del Nuncio apostólico.
Murió en Madrid en el 1787, a la edad de 82 años, y fue sepultado en el gran convento de los agustinos recoletos (dicho también Convento de Copacabana), destruido en el XIX siglo. En su testamento del 1787 instauró algunos colegios a Madrid; estuvieron fundadas asimismo algunas Obras Pias en Sicilia.